# シークレット・パーティー
『シークレット・パーティー』（原題: Generation Um...）は、2012年のアメリカ映画。キアヌ・リーブス主演。

## ストーリー
ニューヨークでコールガールのドライバーをしているジョンは、ある時ビデオカメラを盗み街の撮影を始める。ジョンはさらなる被写体を求め、コールガールのバイオレットとミアに撮影を依頼する。初めは戸惑う2人だったが、次第に初体験や幼少期のトラウマを語り始める。

## キャスト
※括弧内は日本語吹替
- ジョン - キアヌ・リーブス（土田大）
- ヴァイオレット - ボヤナ・ノヴァコヴィッチ（小松由佳）
- ミア - アデレイド・クレメンス（園崎未恵）
- チャールズ - ダニエル・サンジャタ
- リリー - サリタ・チョウドリー
- ロブ - ジェイク・ホフマン
- キャリー - カレン・オリーヴォ
- リック - ジョニー・オルシーニ

## その他
日本では劇場未公開で、2014年4月25日TCエンタテインメントよりDVDが発売された。